# Archie Goodwin (fumettista)
Archie Goodwin (Kansas City, 8 settembre 1937 – 1º marzo 1998) è stato un fumettista, curatore editoriale e artista statunitense.
Dal 1976 al 1978 è stato curatore editoriale capo della Marvel Comics.
Nel 1976 Goodwin divenne l'ottavo editore capo della Marvel Comics, subentrando a Gerry Conway, con la condizione che si sarebbe trattata di una posizione temporanea finché non si fosse trovato un nuovo sostituto. Goodwin si dimise nel 1978 e fu sostituito da Jim Shooter.
Archie Goodwin lavorò su numerose serie durante la sua carriera, ma è ricordato specialmente per l'adattamento fumettistico della saga cinematografica di Guerre stellari. Goodwin scrisse una serie di fumetti e delle strisce quotidiane basate sui personaggi dei film. Sceneggiò anche degli adattamenti dei film Alien, Blade Runner e Incontri ravvicinati del terzo tipo. Come editore capo, assicurò alla Marvel i diritti di pubblicazione dell'adattamento di Guerre stellari e delle serie derivate. Le serie furono vendute con buoni risultati successivamente, favorite anche dalla scarsità di merchandising collegato a Guerre stellari, nel momento in cui la Marvel era in difficoltà e molti dirigenti stavano valutando la possibilità di abbandonare completamente il mondo dei fumetti. Alcuni, compreso Jim Shooter, hanno attribuito la sopravvivenza della Marvel al fatto che si fosse assicurata i diritti di Guerre stellari.

## Riconoscimenti
Nel 2008 ha ricevuto un Bill Finger Award postumo per la sua carriera di sceneggiatore.